# Ansys
Ansys Inc (NASDAQ: ANSS) és una empresa multinacional dels EUA que es dedica al disseny de programari per a simulacions de variables físiques (temperatura, fluids, estructures, semiconductors...). Empra els mètodes d'Anàlisi d'elements finits, Anàlisi estructural i Transmissió tèrmica. Fou creada l'any 1970 i la seva seu és a Cecil Township, Pennsilvània.

## Història
- Creació : Ansys és fundada el 1970 per John A. Swanson.[3]
- Fase de creixement i adquisició d'empreses : ICEM CFD Engineering, Space-claim, CADOE S.A, Ansoft Corporation, Apache Design Solutions, Esterel Technologies, OPTIS[4] (2018, especialista en simulacions òptiques).

## Productes
Anàlisi estructural:
- ANSYS Autodyn : simulació a impactes o càrregues molt fortes.
- ANSYS Mechanical : Anàlisi d'elements finits d'estructures mecèniques.

Anàlisi de dinàmica de fluids:
- ANSYS Fluent, CFD.CFX : programari de simulació de dinàmica de fluids

Electrònica:
- ANSYS HFSS: eina d'anàlisi d'elements finits per a simular camps electromagnètics.
- ANSYS Maxwel: eina d'anàlisi d'elements finits per a simular camps electromagnètics.
- ANSYS SIwave: eina de simulació de potència elèctrica, qualitat del senyal elèctric i interferències electromagnètiques en encapsulats de circuits integrats i PCB.